# Panda Security
Panda Security SL, anciennement Panda Software, est une entreprise de sécurité informatique créée en 1990 en Espagne. À l’origine spécialisée dans l’offre de logiciels antivirus, l’entreprise a étendu sa gamme de produits et techniques pour intégrer désormais, entre autres, des protections pare-feu (firewall), des systèmes de filtrage du spam, des logiciels espions et des contenus indésirables, des appliances de protection périphérique et des solutions de gestion de la sécurité, tant pour les entreprises que pour les particuliers.
Les solutions de sécurité Panda pour le grand public et pour les entreprises incluent une protection contre les cybercriminels et tous les types de logiciels malveillants susceptibles d’affecter les ordinateurs et les systèmes d'information : virus, chevaux de Troie, vers, logiciels espions, spam, numéroteurs, canulars, contenus web indésirables, pirates, intrusions WiFi, etc. Les technologies propriétaires TruPrevent sont un ensemble de techniques préventives conçues pour bloquer les virus inconnus et les intrusions. En 2007, Panda Security a introduit un nouveau modèle de sécurité dans ses produits, l’intelligence collective, qui repose sur le grid computing pour recueillir, identifier, classer et désinfecter automatiquement les nouvelles menaces informatiques. 
Considéré comme le premier éditeur de solutions de sécurité à avoir exploité le potentiel du « cloud computing », Panda Security a présenté en novembre 2009 des nouveaux services de sécurité « in-the-cloud » pour les particuliers et les entreprises.

## Présentation
Panda Security a été fondée en 1990 sous le nom de Panda Software dans la ville de Bilbao, en Espagne par l’ancien PDG Mikel Urizarbarrena. L’entreprise a annoncé le 24 avril 2007 la vente de 75 % de son capital - alors détenu à 100 % par Mikel Urizarbarrena - au fonds d’investissement européen Investindustrial et à la société de financement par capitaux propres Gala Capital. Le 30 juillet 2007 l'entreprise a changé de nom, passant de Panda Software à Panda Security et M. Urizarbarrena a été remplacé par Jorge Dinares. Un an plus tard, le 3 juin 2008, le conseil d’administration a décidé du remplacement de M. Dinares par Juan Santana au poste de PDG.
Avec une part de marché de 3,2 %, Panda Security est le 4e éditeur antivirus mondial, selon un classement de 2005. L’entreprise a été classée parmi les 500 entreprises européennes à la plus forte croissance à plusieurs reprises depuis 1997. Panda Security est leader sur le marché espagnol et en 2008, l’entreprise est devenu le premier développeur de logiciels antivirus d’Europe. Panda Security est classé comme le premier éditeur de logiciel espagnol dans l’édition 2009 du Truffle 100.
Panda Security est présent sur les cinq continents, via un réseau de franchises et de filiales dans 56 pays parmi lesquels l’Allemagne, l’Autriche, la Belgique, l’Espagne, les États-Unis, la Finlande, la France, le Japon, les Pays-Bas, le Royaume-Uni et la Suède. Les produits Panda sont disponibles en plus de 23 langues et commercialisés à des millions d’utilisateurs de 195 pays dans le monde.
Panda Security a été classé par le cabinet d’analyse Gartner comme un innovateur technologique. L'histoire de l'entreprise a été jalonnée d'innovations technologiques, parmi lesquelles le lancement de solutions de sécurité reposant sur le concept du SaaS (“Security as a Service”) et apportant une protection “in-the-cloud” (cloud computing) grâce à l'Intelligence Collective Antimalware de Panda, un modèle de sécurité novateur introduit sur le marché en 2007.
Selon son PDG, le principal avantage de ce modèle de sécurité est qu'il permet d'analyser automatiquement les menaces et non plus de les analyser manuellement comme le font d’autres entreprises, ce qui rend la détection des codes malveillants plus rapide et efficace.
Panda Security a comme concurrents sur le marché antivirus les entreprises Symantec, Kaspersky, McAfee et Trend Micro, entre autres.
En 2009, Panda Security a noué un partenariat avec Against Intuition pour permettre une navigation sur Internet plus sûre avec l’extension WoT,.

## Technologies
Introduites en 2004, les technologies TruPrevent sont un ensemble de techniques développées par Panda Security pour apporter aux ordinateurs des particuliers et des entreprises une deuxième couche de protection préventive, par opposition aux techniques antivirus traditionnelles qui n'apportent qu'une protection réactive. Les Technologies TruPrevent offrent une protection générique contre les techniques les plus utilisées par les nouveaux codes malveillants et intègrent des règles de sécurité développées sur la base des nouvelles vulnérabilités découvertes.
Panda Security a développé un nouveau système de protection pour faire face à la quantité phénoménale de nouvelles menaces qui apparaissent chaque jour (3 000 nouvelles menaces détectées chaque jour par PandaLabs en 2007 et 35 000 en 2009). Ce modèle de sécurité, l’Intelligence Collective Antimalware, est capable de détecter, analyser et classer automatiquement les nouveaux codes malveillants en temps réel. Lancée en 2007, la technologie d’Intelligence Collective est à la base des nouvelles solutions de sécurité Panda qui offrent une protection in-the-cloud, depuis le nuage Internet.  
Cette technologie a été mise en place dans les gammes 2009 et 2010 des solutions antivirus grand public que l’entreprise présente comme les premiers antivirus à fournir une protection “in-the-cloud”, ainsi que dans le nouveau Panda Cloud Antivirus. Ces solutions ne contiennent en local que les informations sur les codes malveillants à l’origine du plus grand nombre d’infections à un moment donné tandis que les autres informations sont stockées dans la base de connaissance en ligne de Panda Security. L’antivirus se connecte à cette base de données à chaque fois qu’il en a besoin. Ce système est conçu pour apporter une protection en temps réel contre les milliers de nouveaux virus et autres malwares qui apparaissent chaque jour, en utilisant la base de données intelligente pour apporter une plus grande protection et limiter la consommation des ressources sur l’ordinateur.  Les services de sécurité “in-the-cloud” pour les entreprises lancés en 2009 par l'éditeur reposent également sur ce nouveau système de protection.
Le volume et la sophistication des logiciels malveillants ont beaucoup évolué. Le nombre de virus en circulation a connu une croissance exponentielle (plus de 200 000 nouveaux virus détectés en moyenne chaque jour par le PandaLabs en 2014), et les nouvelles techniques utilisées pour percer les défenses et dissimuler des logiciels malveillants permettent aux menaces de demeurer longtemps dans les réseaux d’entreprise sans être détectés.
Pour répondre à ces nouveaux défis, Panda Security a lancé en 2015 la solution Adaptive Defense. Ce nouveau service de type EDR (Endpoint Detection & Response) est capable de classifier avec précision chaque application qui s’exécute dans une organisation, en autorisant seulement l’exécution des programmes identifiés comme légitimes.
Pour parvenir à ce résultat, les services R&D de Panda ont travaillé cinq années durant sur un nouveau modèle de sécurité reposant sur trois principes :  Une surveillance constante des applications en cours d'exécution sur les ordinateurs et les serveurs de l'entreprise, la classification automatique par un apprentissage machine exploitant notre plate-forme Big Data dans le Cloud, et enfin, l'analyse par les experts sécurité de Panda des applications n’ayant pas été classifiées automatiquement afin de déterminer avec certitude le comportement de tout ce qui s’exécute sur les systèmes de l’entreprise.
Cette approche permet ainsi :
- Le blocage automatique de tout processus identifié comme malveillant (prévention).
- L’identification automatique de tout comportement anormal d’un processus (détection).
- L’analyse détaillée de l’attaque et des actions entreprises par le virus pour expertise a posteriori (réponse)..
- Des actions correctives et curatives en cas d’infection (réparation)

## Produits

### Produits gratuits
- Antirootkit
- Antivirus Commandline
- Cloud Antivirus
- Cloud Cleaner (version gratuite)
- SafeCD
- USB Vaccine

### Produits payants pour les particuliers
- Antivirus for Mac
- Antivirus Pro
- Global Protection
- Gold Protection
- Internet Security
- Mobile Security

### Produits payants pour les entreprises
- Adaptive Defense (EDR)
- Adaptive Defense 360
- Email Protection
- Endpoint Protection
- Endpoint Protection Plus
- Fusion
- Gatedefender Integra (UTM)
- Gatedefender Performa (SCM)
- Internet Protection
- Systems Management

## Liens avec la Scientologie
En 2001, le journal L'Express a évoqué des liens entre Panda Security et l'Église de Scientologie, l'entreprise étant listée dans l'annuaire de l'organisation World Institute of Scientology Enterprises (en), l'institut mondial des entreprises scientologues, ce que l'entreprise conteste.